# Château-Verdun (Ariège)
Pour les articles homonymes, voir Château-Verdun.
Château-Verdun est une commune française située dans le sud-est du département de l'Ariège, en région Occitanie. Sur le plan historique et culturel, la commune fait partie du pays du Sabarthès, structuré par la haute vallée de l'Ariège en amont du pays de Foix avec Tarascon-sur-Ariège comme ville principale.
Exposée à un climat océanique altéré, elle est drainée par l'Aston et par un autre cours d'eau. La commune possède un patrimoine naturel remarquable composé de six zones naturelles d'intérêt écologique, faunistique et floristique.
Château-Verdun est une commune rurale qui compte 41 habitants en 2022, après avoir connu un pic de population de 223 habitants en 1831. Ses habitants sont appelés les Castelverdunois ou Castelverdunoises.
Le patrimoine architectural de la commune comprend un immeuble protégé au titre des monuments historiques : les châteaux de Château-Verdun et de Gudanes, classé en 1994.

## Géographie

### Localisation
1. Carte dynamique
2. Carte Openstreetmap
3. Carte topographique
4. Carte avec les communes environnantes

La commune de Château-Verdun se trouve dans le département de l'Ariège, en région Occitanie.
Elle se situe à 21 km à vol d'oiseau de Foix, préfecture du département, et à 15 km d'Ax-les-Thermes, bureau centralisateur du canton de Haute-Ariège dont dépend la commune depuis 2015 pour les élections départementales.
La commune fait en outre partie du bassin de vie de Tarascon-sur-Ariège.
Les communes les plus proches sont : 
Pech (0,6 km), Les Cabannes (0,7 km), Aston (1,0 km), Aulos (1,2 km), Verdun (1,5 km), Larcat (1,6 km), Albiès (1,9 km), Sinsat (2,3 km).
Sur le plan historique et culturel, Château-Verdun fait partie du pays du Sabarthès, structuré par la haute vallée de l'Ariège en amont du pays de Foix avec Tarascon-sur-Ariège comme ville principale.
Les communes limitrophes sont Aston, Aulos-Sinsat, Les Cabannes, Larcat et Pech.
|        | Aulos-Sinsat   | Les Cabannes |
| Larcat | Château-Verdun | Pech         |
|        | Aston          |              |

Le site de Château-Verdun correspond à un verrou glaciaire surplombant la rivière Aston et sa confluence avec la vallée de l'Ariège. Ce choix stratégique en confluence permet un accès direct à la route marchande de la vallée supérieure de l'Ariège. C'est la commune la moins étendue du département avec 0,79 km².

### Géologie et relief
La commune est située dans les Pyrénées, une chaîne montagneuse jeune, érigée durant l'ère tertiaire (il y a 40 millions d'années environ), en même temps que les Alpes. Les terrains affleurants sur le territoire communal sont constitués de roches sédimentaires datant du Paléozoïque, une ère géologique qui s'étend de −541 à −252,2 Ma (millions d'années). La structure détaillée des couches affleurantes est décrite dans la feuille « n°1087 - Vicdessos » de la carte géologique harmonisée au 1/50 000ème du département de l'Ariège, et sa notice associée.
La superficie cadastrale de la commune publiée par l’Insee, qui sert de références dans toutes les statistiques, est de 0,79 km2,. La superficie géographique, issue de la BD Topo, composante du Référentiel à grande échelle produit par l'IGN, est quant à elle de 0,83 km2. Son relief est relativement accidenté puisque la dénivelée maximale atteint 237 mètres. L'altitude du territoire varie entre 529 m et 766 m.

### Hydrographie

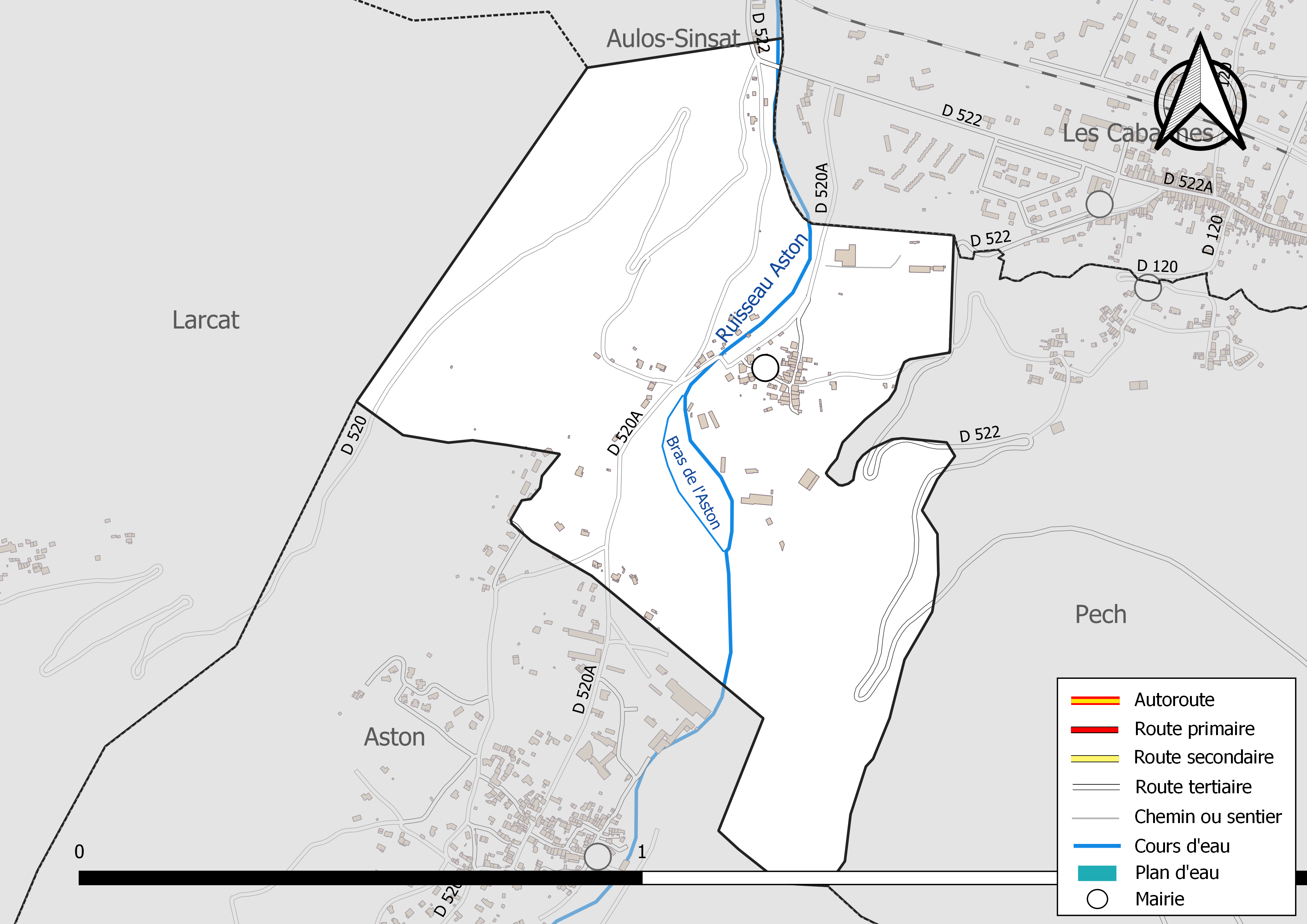
Réseaux hydrographique et routier de Château-Verdun.

La commune est dans le bassin versant de la Garonne, au sein du bassin hydrographique Adour-Garonne. Elle est drainée par l'Aston, un bras de l'Aston, constituant un réseau hydrographique de 1 km de longueur totale,.
L'Aston, d'une longueur totale de 23,5 km, prend sa source dans la commune d'Aston et s'écoule du sud vers le nord. Il traverse la commune et se jette dans l'Ariège à Verdun.

### Climat
Pour des articles plus généraux, voir Climat de l'Occitanie et Climat de l'Ariège.
En 2010, le climat de la commune est de type climat océanique altéré, selon une étude s'appuyant sur une série de données couvrant la période 1971-2000. En 2020, Météo-France publie une typologie des climats de la France métropolitaine dans laquelle la commune est exposée à un climat de montagne et est dans la région climatique Pyrénées centrales, caractérisée par une pluviométrie annuelle de 1 000 à 1 200 mm.
Pour la période 1971-2000, la température annuelle moyenne est de 11,7 °C, avec une amplitude thermique annuelle de 14,6 °C. Le cumul annuel moyen de précipitations est de 962 mm, avec 8,9 jours de précipitations en janvier et 6,8 jours en juillet. Pour la période 1991-2020, la température moyenne annuelle observée sur la station météorologique la plus proche, située sur la commune d'Aston à 1 km à vol d'oiseau, est de 5,9 °C et le cumul annuel moyen de précipitations est de 1 103,9 mm,. Pour l'avenir, les paramètres climatiques de la commune estimés pour 2050 selon différents scénarios d'émission de gaz à effet de serre sont consultables sur un site dédié publié par Météo-France en novembre 2022.

### Milieux naturels et biodiversité
L’inventaire des zones naturelles d'intérêt écologique, faunistique et floristique (ZNIEFF) a pour objectif de réaliser une couverture des zones les plus intéressantes sur le plan écologique, essentiellement dans la perspective d’améliorer la connaissance du patrimoine naturel national et de fournir aux différents décideurs un outil d’aide à la prise en compte de l’environnement dans l’aménagement du territoire.
Trois ZNIEFF de type 1 sont recensées sur la commune :
- le « cours de l'Ariège » (1 341 ha), couvrant 112 communes dont 86 dans l'Ariège et 26 dans la Haute-Garonne[24] ;
- les « parois calcaires et quiès du bassin de Tarascon » (8 161 ha), couvrant 58 communes du département[25],
- la « vallée de l'Aston » (16 077 ha), couvrant 13 communes du département[26] ;

et trois ZNIEFF de type 2, : 
- « L'Ariège et ripisylves » (1 975 ha), couvrant 56 communes dont 43 dans l'Ariège et 13 dans la Haute-Garonne[27] ;
- le « massif de l'Aston et haute vallée de l'Ariège » (0 ha), couvrant 24 communes dont 22 dans l'Ariège et 2 dans les Pyrénées-Orientales[28] ;
- les « parois calcaires et quiès de la haute vallée de l'Ariège » (9 891 ha), couvrant 40 communes du département[29].

Carte des ZNIEFF de type 1 et 2 à Château-Verdun.
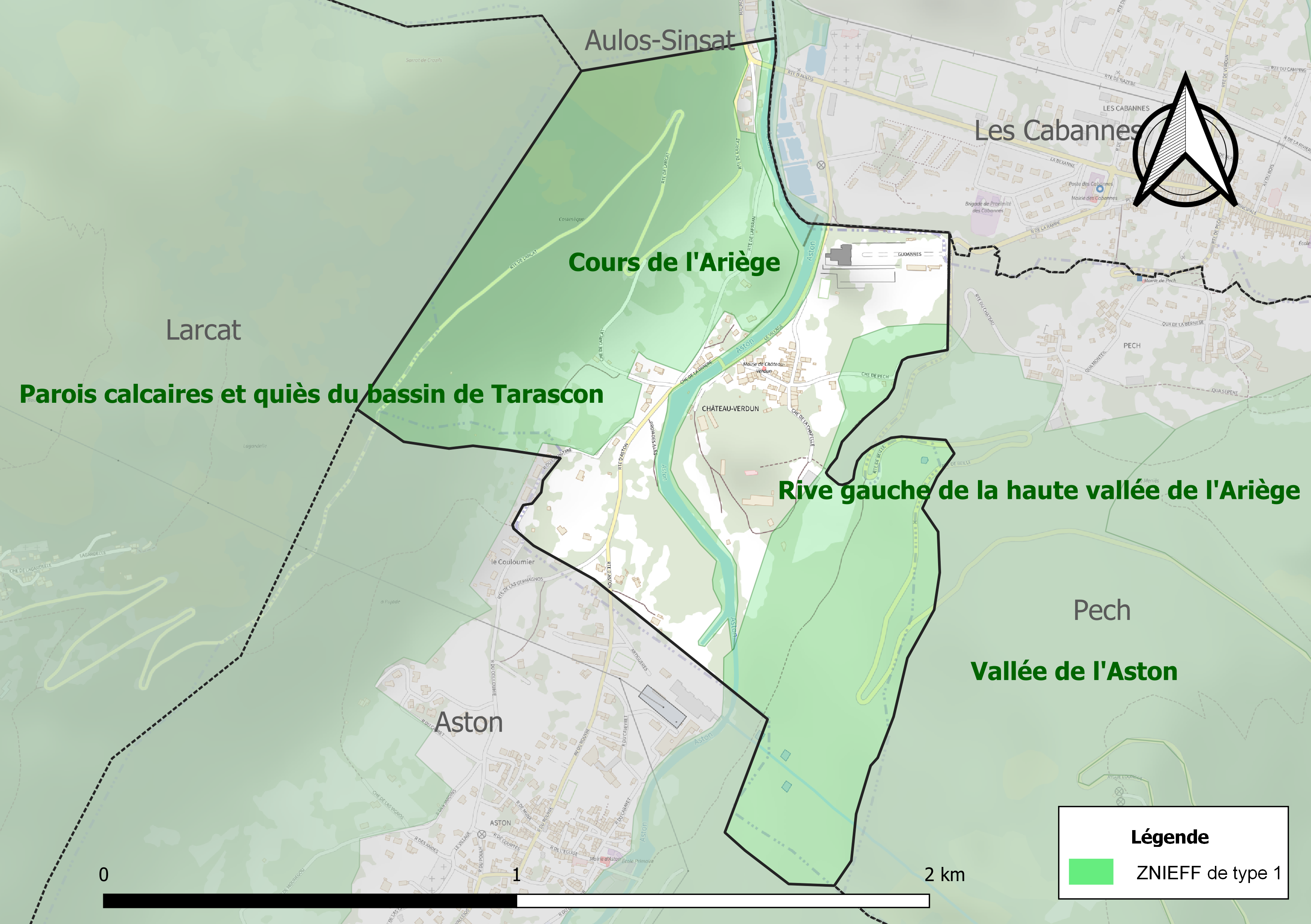
Carte des ZNIEFF de type 1 sur la commune.
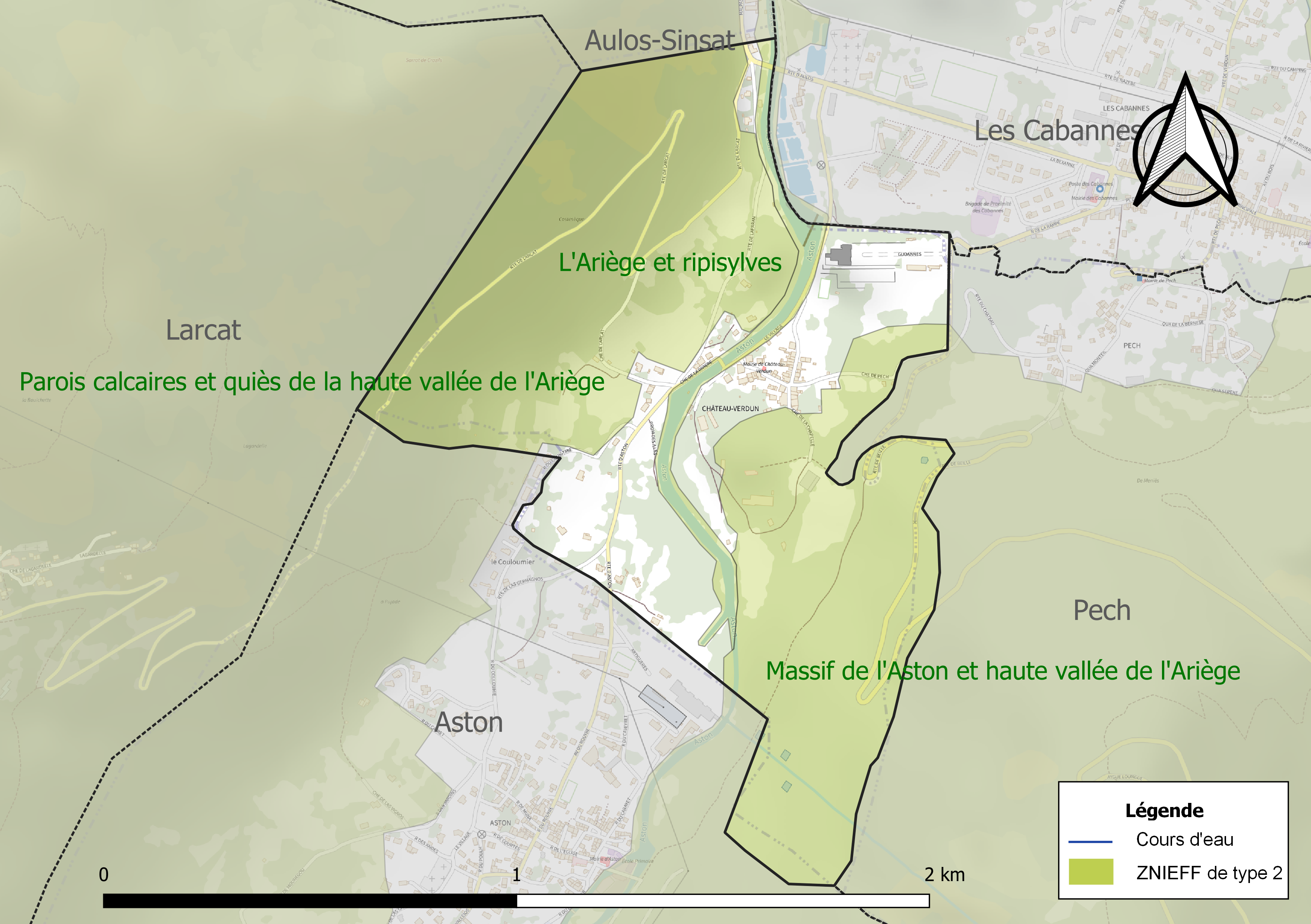
Carte des ZNIEFF de type 2 sur la commune.

## Urbanisme

### Typologie
Au 1er janvier 2024, Château-Verdun est catégorisée commune rurale à habitat dispersé, selon la nouvelle grille communale de densité à 7 niveaux définie par l'Insee en 2022.
Elle est située hors unité urbaine et hors attraction des villes,.

### Occupation des sols
L'occupation des sols de la commune, telle qu'elle ressort de la base de données européenne d’occupation biophysique des sols Corine Land Cover (CLC), est marquée par l'importance des forêts et milieux semi-naturels (67,1 % en 2018), en augmentation par rapport à 1990 (42,1 %). La répartition détaillée en 2018 est la suivante : 
forêts (64,2 %), zones agricoles hétérogènes (26,4 %), zones urbanisées (6,5 %), milieux à végétation arbustive et/ou herbacée (2,9 %). L'évolution de l’occupation des sols de la commune et de ses infrastructures peut être observée sur les différentes représentations cartographiques du territoire : la carte de Cassini (XVIIIe siècle), la carte d'état-major (1820-1866) et les cartes ou photos aériennes de l'IGN pour la période actuelle (1950 à aujourd'hui).

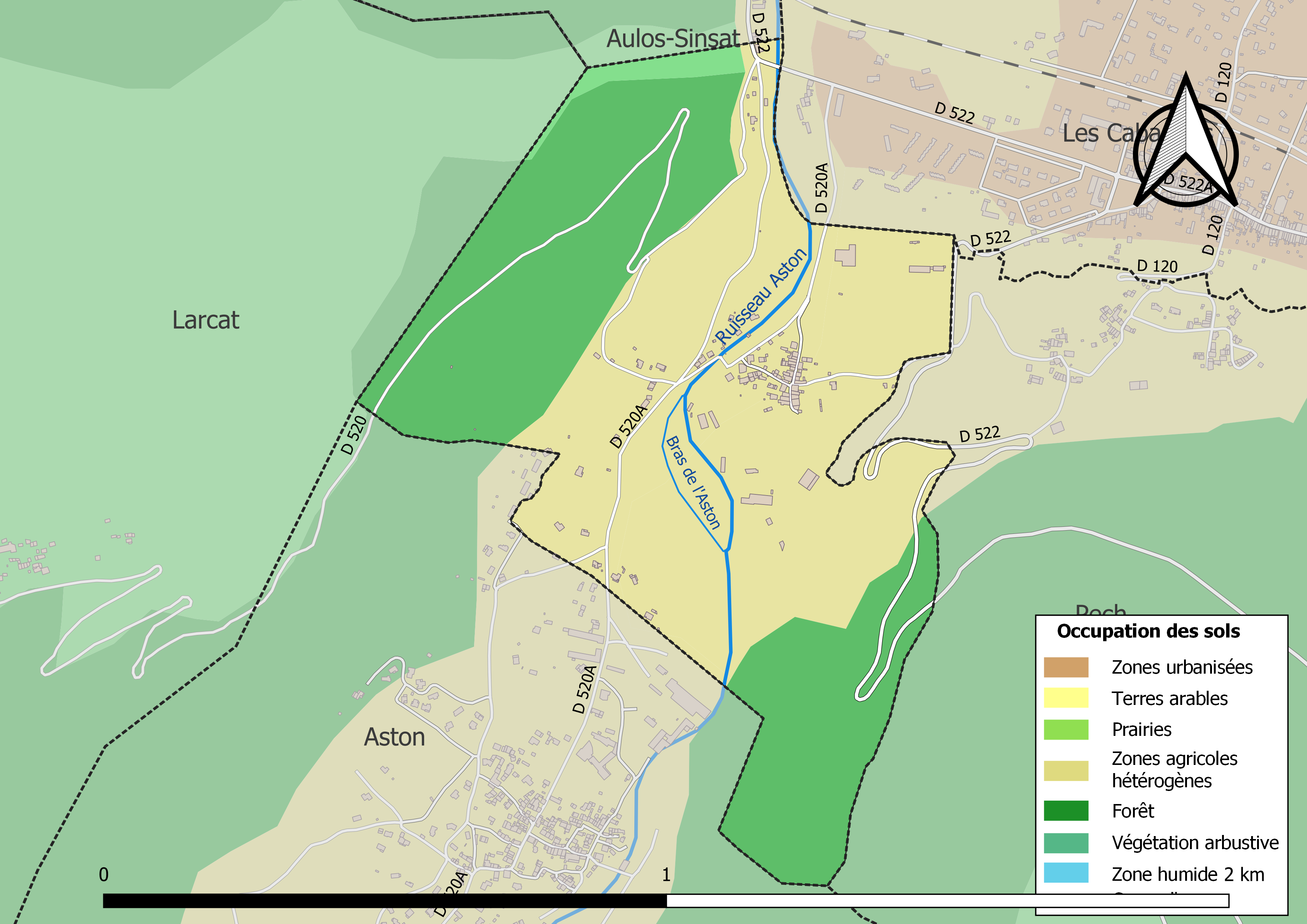
Carte des infrastructures et de l'occupation des sols de la commune en 2018 (CLC).

### Habitat et logement
En 2018, le nombre total de logements dans la commune était de 84, alors qu'il était de 74 en 2013 et de 82 en 2008.
Parmi ces logements, 35,9 % étaient des résidences principales, 60,5 % des résidences secondaires et 3,6 % des logements vacants. Ces logements étaient pour 85,2 % d'entre eux des maisons individuelles et pour 14,8 % des appartements.
Le tableau ci-dessous présente la typologie des logements à Château-Verdun en 2018 en comparaison avec celle de l'Ariège et de la France entière. Une caractéristique marquante du parc de logements est ainsi une proportion de résidences secondaires et logements occasionnels (60,5 %) supérieure à celle du département (24,6 %) et à celle de la France entière (9,7 %). Concernant le statut d'occupation de ces logements, 83,3 % des habitants de la commune sont propriétaires de leur logement (84 % en 2013), contre 66,3 % pour l'Ariège et 57,5 % pour la France entière.
| Typologie                                               | Château-Verdun | Ariège | France entière |
| ------------------------------------------------------- | -------------- | ------ | -------------- |
| Résidences principales (en %)                           | 35,9           | 65,7   | 82,1           |
| Résidences secondaires et logements occasionnels (en %) | 60,5           | 24,6   | 9,7            |
| Logements vacants (en %)                                | 3,6            | 9,7    | 8,2            |

### Risques majeurs
Le territoire de la commune de Château-Verdun est vulnérable à différents aléas naturels : inondations, climatiques (grand froid ou canicule), feux de forêts, mouvements de terrains et séisme (sismicité modérée). Il est également exposé à un risque technologique,  la rupture d'un barrage, et un risque particulier, le risque radon,.

#### Risques naturels

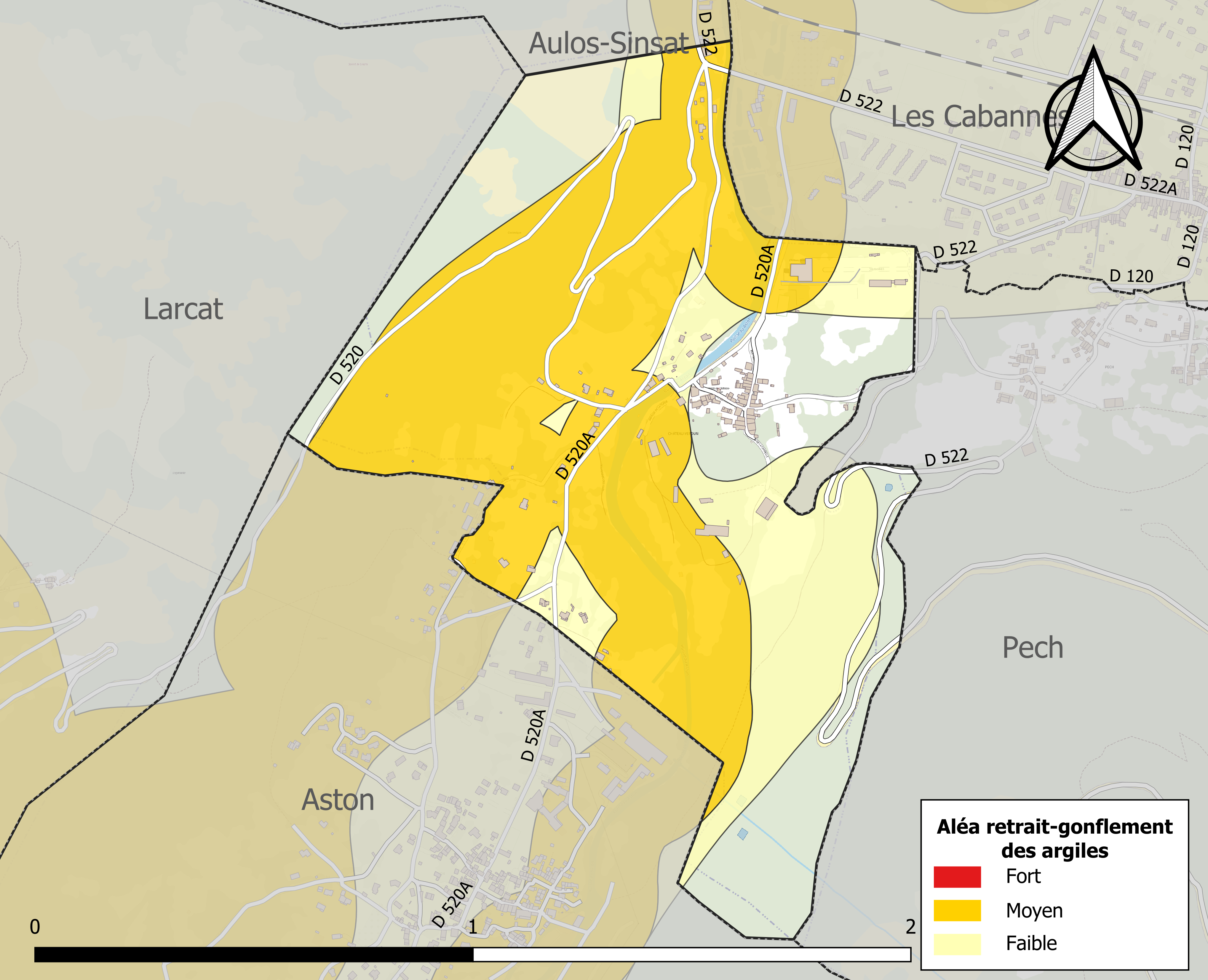
Zonage de l'aléa retrait-gonflement des argiles sur la commune de Château-Verdun.

Certaines parties du territoire communal sont susceptibles d’être affectées par le risque d’inondation par crue torrentielle d'un cours d'eau, l'Aston, ou ruissellement d'un versant.
Les mouvements de terrains susceptibles de se produire sur la commune sont soit des chutes de blocs, soit des glissements de terrains, soit des mouvements liés au retrait-gonflement des argiles. Près de 50 % de la superficie du département est concernée par l'aléa retrait-gonflement des argiles, dont la commune de Château-Verdun. L'inventaire national des cavités souterraines permet par ailleurs de localiser celles situées sur la commune.
Ces risques naturels sont pris en compte dans l'aménagement du territoire de la commune par le biais d'un plan de prévention des risques (PPR) inondation et mouvement de terrain approuvé le 5 décembre 2005.

#### Risques technologiques
Dans le département de l’Ariège on dénombre cinq grands barrages susceptibles d’occasionner des dégâts en cas de rupture. La commune fait partie des 80 communes susceptibles d’être touchées par l’onde de submersion consécutive à la rupture d’un de ces barrages. Elle est en effet dans la zone de proximité immédiate d'un barrage classé PPI.

#### Risque particulier
Dans plusieurs parties du territoire national, le radon, accumulé dans certains logements ou autres locaux, peut constituer une source significative d’exposition de la population aux rayonnements ionisants. Toutes les communes du département sont concernées par le risque radon à un niveau plus ou moins élevé. Selon la classification de 2018, la commune de Château-Verdun est classée en zone 3, à savoir zone à potentiel radon significatif.

## Toponymie
Le toponyme Château-Verdun (castrum = château et Verdun ou Verodunum, toponyme celte voulant dire également château-forteresse associé à un nom d'individu Vero) apparaît dès 1166. La communauté villageoise (castrum verduni), et le castrum qui le domine sont cités dans les archives à partir de 1213.
Durant la Révolution, la commune porte le nom de Liberté-Verdun.
Ses habitants sont appelés les Castelverdunois.

## Histoire
La première mention d'une seigneurie date de 1244.
Seigneurie complexe, la seigneurie de Château-Verdun est partagée en 1401 en 12 copropriétaires représentant vraisemblablement l'ensemble lignager.
Au Moyen Âge la châtellenie de Château-Verdun regroupait également les communautés (villages) de Verdun, Albiès, les Cabannes, Aston, Larcat.
Le castrum traversera le temps jusqu'au XVIIe siècle ; ou mal entretenu, peut-être écrêté sous les ordres de Richelieu, il fera figure de ruines dans divers documents à partir de 1671.
Il sera relayé par le château de Gudanes construit antérieurement (maison noble) sur une éminence proche.
C'est en 1750 que le dernier châtelain de Gudanes va construire sur l'emplacement du castrum précédent celui que l'on peut encore admirer aujourd'hui.

## Politique et administration

### Découpage territorial
La commune de Château-Verdun est membre de la communauté de communes de la Haute Ariège, un établissement public de coopération intercommunale (EPCI) à fiscalité propre créé le 27 septembre 2016 dont le siège est à Luzenac. Ce dernier est par ailleurs membre d'autres groupements intercommunaux.
Sur le plan administratif, elle est rattachée à l'arrondissement de Foix, au département de l'Ariège, en tant que circonscription administrative de l'État, et à la région Occitanie.
Sur le plan électoral, elle dépend du canton de Haute-Ariège pour l'élection des conseillers départementaux, depuis le redécoupage cantonal de 2014 entré en vigueur en 2015, et de la première circonscription de l'Ariège  pour les élections législatives, depuis le redécoupage électoral de 1986.

### Liste des maires
| Période                                  | Période  | Identité            | Étiquette | Qualité |
| ---------------------------------------- | -------- | ------------------- | --------- | ------- |
| avant 1988                               | ?        | Gabriel Bombail     |           |         |
| mars 2001                                | 2008     | Daniel Martin       |           |         |
| mars 2008                                | 2014     | Jean-Cyprien Cambus |           |         |
| mars 2014                                | En cours | Thierry Boes        | SE        | Employé |
| Les données manquantes sont à compléter. |          |                     |           |         |

## Démographie
| 1800 | 1806 | 1821 | 1831 | 1836 | 1841 | 1846 | 1851 | 1856 |
| ---- | ---- | ---- | ---- | ---- | ---- | ---- | ---- | ---- |
| 143  | 153  | 182  | 223  | 184  | 176  | 186  | 165  | 146  |

| 1861 | 1866 | 1872 | 1876 | 1881 | 1886 | 1891 | 1896 | 1901 |
| ---- | ---- | ---- | ---- | ---- | ---- | ---- | ---- | ---- |
| 125  | 113  | 115  | 143  | 145  | 137  | 124  | 136  | 138  |

| 1906 | 1911 | 1921 | 1926 | 1931 | 1936 | 1946 | 1954 | 1962 |
| ---- | ---- | ---- | ---- | ---- | ---- | ---- | ---- | ---- |
| 147  | 141  | 133  | 118  | 99   | 97   | 146  | 83   | 70   |

| 1968 | 1975 | 1982 | 1990 | 1999 | 2006 | 2007 | 2012 | 2017 |
| ---- | ---- | ---- | ---- | ---- | ---- | ---- | ---- | ---- |
| 63   | 46   | 44   | 39   | 39   | 50   | 52   | 39   | 43   |

| 2022 | - | - | - | - | - | - | - | - |
| ---- | - | - | - | - | - | - | - | - |
| 41   | - | - | - | - | - | - | - | - |

## Économie

### Emploi
| Division       | 2008  | 2013   | 2018   |
| -------------- | ----- | ------ | ------ |
| Commune        | 10 %  | 11,1 % | 10 %   |
| Département    | 8,9 % | 11,1 % | 11,2 % |
| France entière | 8,3 % | 10 %   | 10 %   |

En 2018, la population âgée de 15 à 64 ans s'élève à 20 personnes, parmi lesquelles on compte 65 % d'actifs (55 % ayant un emploi et 10 % de chômeurs) et 35 % d'inactifs,. En  2018, le taux de chômage communal (au sens du recensement) des 15-64 ans est inférieur à celui du département, mais supérieur à celui de la France, alors qu'en 2008 il était supérieur à celui du département.
La commune est hors attraction des villes,. Elle compte 4 emplois en 2018, contre 4 en 2013 et 4 en 2008. Le nombre d'actifs ayant un emploi résidant dans la commune est de 11, soit un indicateur de concentration d'emploi de 36,4 % et un taux d'activité parmi les 15 ans ou plus de 31 %.
Sur ces 11 actifs de 15 ans ou plus ayant un emploi, 2 travaillent dans la commune, soit 18 % des habitants. Pour se rendre au travail, 90,9 % des habitants utilisent un véhicule personnel ou de fonction à quatre roues, 9,1 % s'y rendent en deux-roues, à vélo ou à pied.

### Activités hors agriculture
3 établissements sont implantés  à Château-Verdun au 31 décembre 2019.
Le secteur de l'administration publique, l'enseignement, la santé humaine et l'action sociale est prépondérant sur la commune puisqu'il représente 33,3 % du nombre total d'établissements de la commune (1 sur les 3 entreprises implantées  à Château-Verdun), contre 14,4 % au niveau départemental.

### Agriculture
|                                   | 1988 | 2000 | 2010 |
| --------------------------------- | ---- | ---- | ---- |
| Exploitations                     | 1    | 2    | 2    |
| Superficie agricole utilisée (ha) | 78   | 77   | 85   |

La commune fait partie de la petite région agricole dénommée « Région pyrénéenne ». En 2010, l'orientation technico-économique de l'agriculture  sur la commune est l'élevage d'ovins et de caprins. Deux exploitations agricoles ayant leur siège dans la commune sont dénombrées lors du recensement agricole de 2010 (un en 1988). La superficie agricole utilisée est de 85 ha.

## Lieux et monuments
- Châteaux de Château-Verdun et de Gudanes.
- Château féodal (ruines du XIIe siècle).
- Château du XVIIIe siècle.
- Chapelle Notre-Dame-des-Sept-Douleurs de Château-Verdun du XIXe siècle.

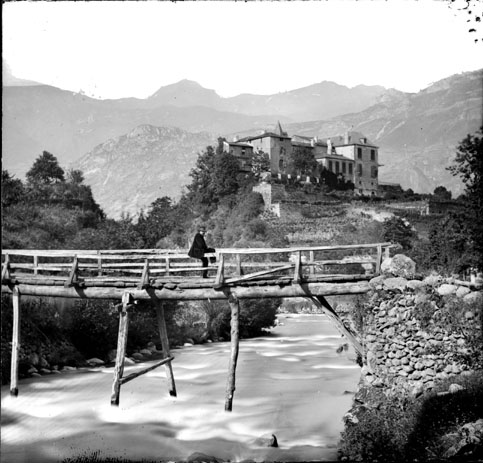
Vue générale du château de Gudanes, Château-Verdun, près les Cabannes. Photo prise entre 1859 et 1910. Photographe Eugène Trutat (1840–1910)
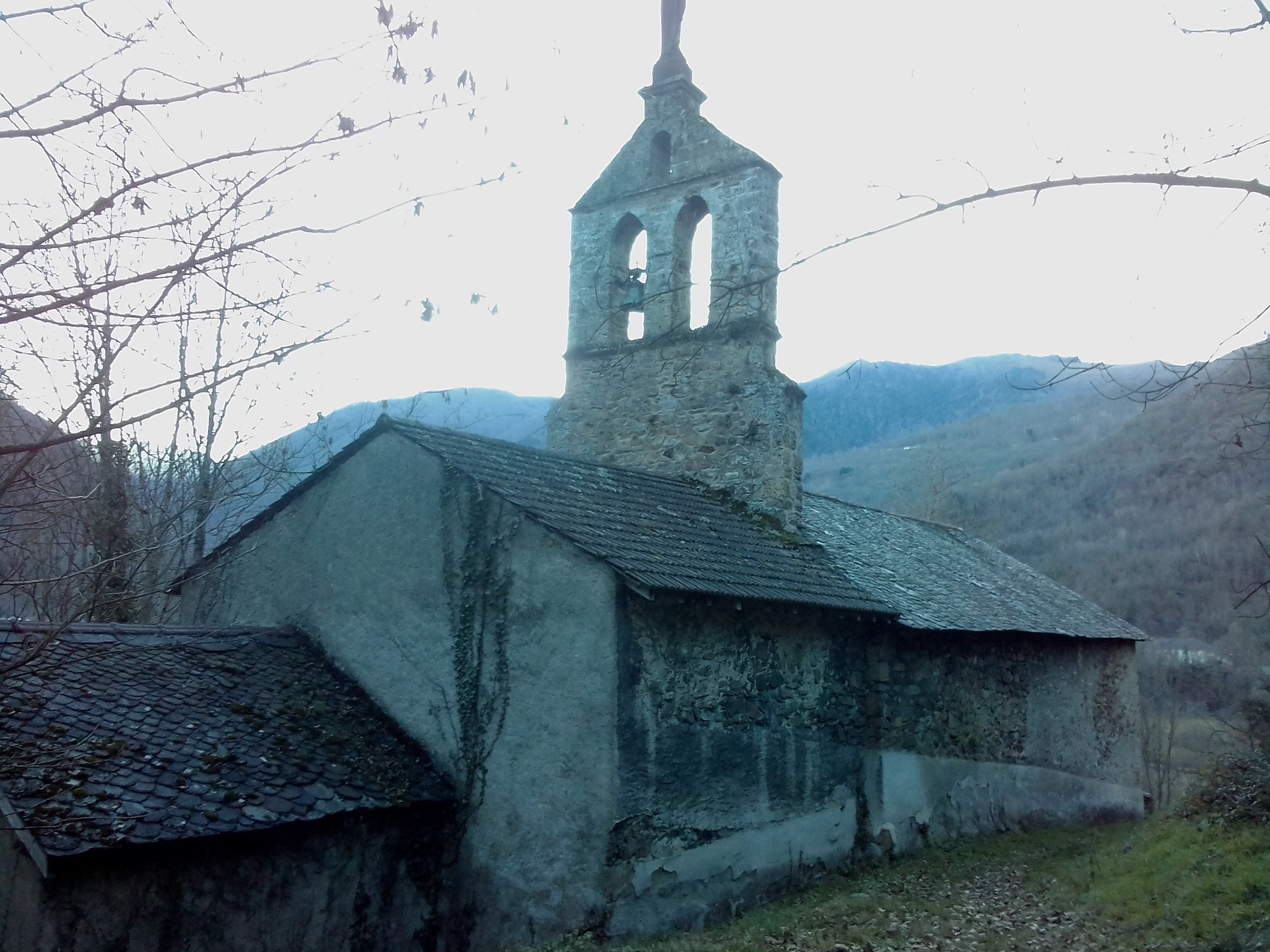
Chapelle Notre-Dame-des-Sept-Douleurs de Château-Verdun

## Pour approfondir